# Vastloper

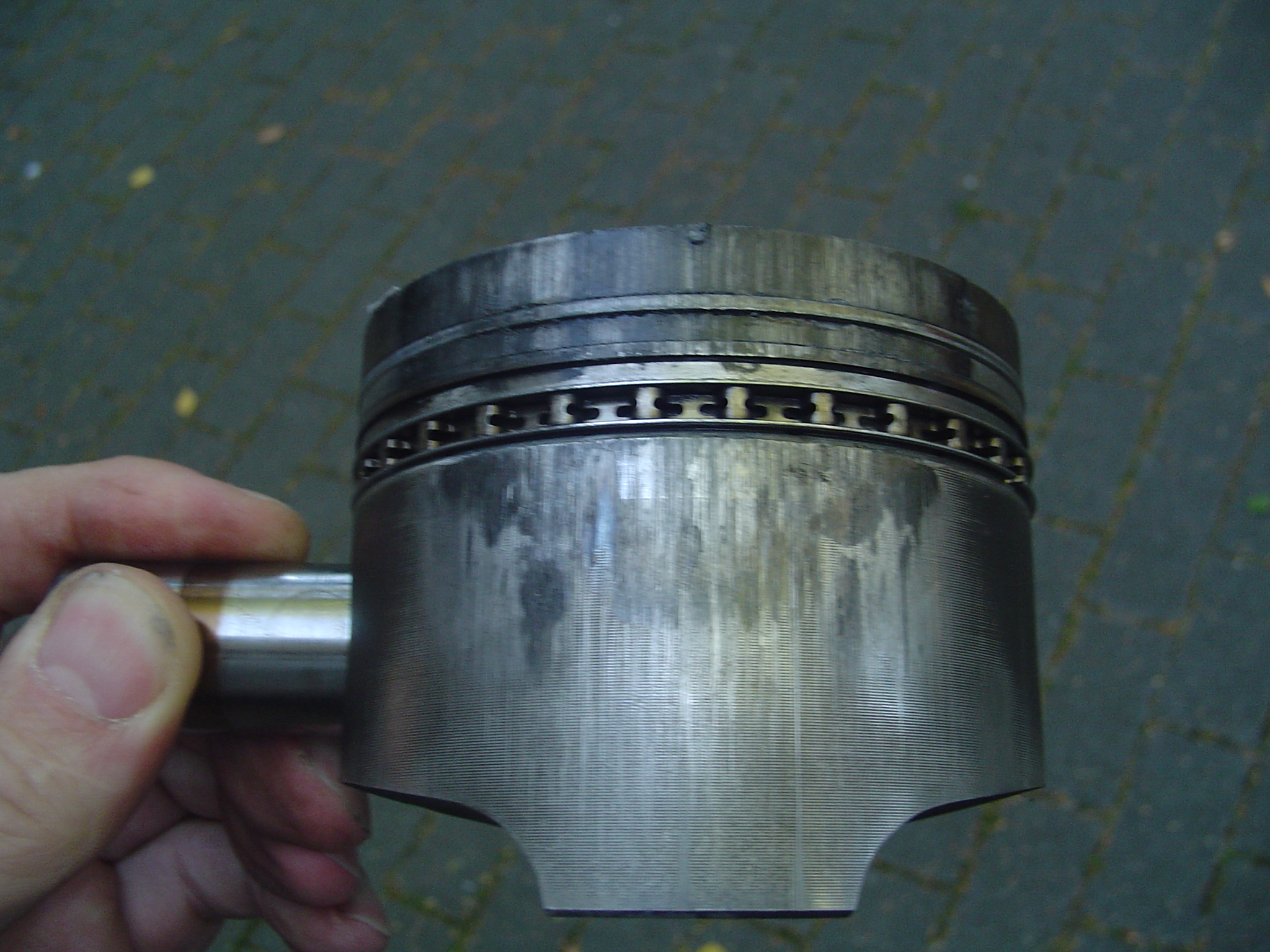
Vastloper

Een vastloper is het uit zichzelf abrupt stoppen van een machine of motor.
Een oorzaak van veel vastlopers is oververhitting van de cilinder door te weinig koeling of smering. Op een gegeven moment zet de zuiger zich vast in de cilinderwand. Een vastloper bij tweetakt-bromfietsen komt relatief vaak voor, met name bij opgevoerde, hoogtoerige motoren.

## Vastloper bij het programmeren
De term wordt ook gebruikt in de automatisering voor een programmeerfout (een bug) of onvoorziene combinaties van omstandigheden, waarbij het programma (bijvoorbeeld) in een oneindige lus of in een deadlock raakt.
voorbeeld van een oneindige lus
```
int n = 1;
while (n != 10) {
   n = n + 2;
}

```